# Campanha em Bougainville
A Campanha em Bougainville foi uma campanha militar realizada durante a Segunda Guerra Mundial ocorrida entre 1 de novembro de 1943 a 21 de agosto de 1945, ao redor da Ilha de Bougainville no Pacífico Sul, travada entre as forças do Império do Japão e dos Aliados. Bougainville, naquele período, fazia parte do território Australiano na Nova Guiné, apesar de geograficamente fazer parte das Ilhas Salomão. A Campanha em Bougainville fez, portanto, parte tanto das campanhas na Nova Guiné como nas Ilhas Salomão. Bougainville foi ocupada pelas forças do Exército Imperial Japonês em 1942, onde foi construída uma base aeronaval, além de bases aéreas em Buka ao norte e em Buin ao sul, e uma base e um porto para a Marinha nas Ilhas Shortland. Essas bases japoneses davam segurança para as forças em Rabaul, Nova Bretanha e também dava apoio as operações militares nas Ilhas Salomão.

## Fotos da Campanha

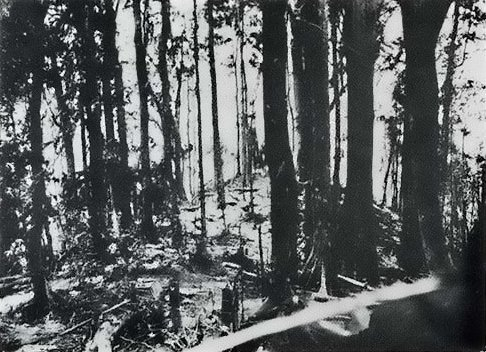
Bombardeio da artilharia americana contra a Montanha 260 em 19 de março de 1944.
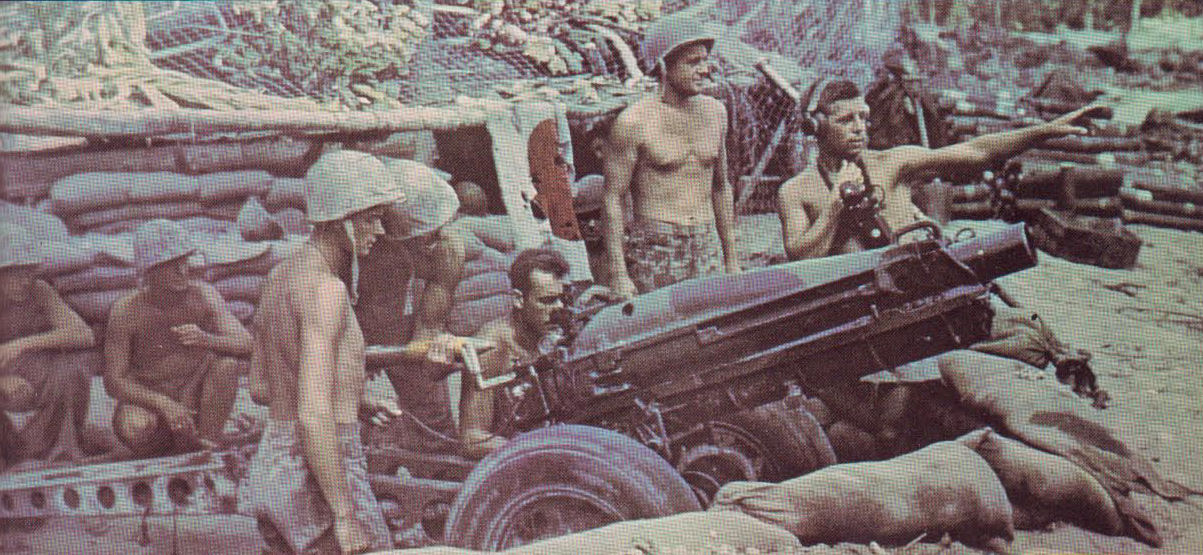
Obuseiro de 75mm dos Fuzileiros americanos.
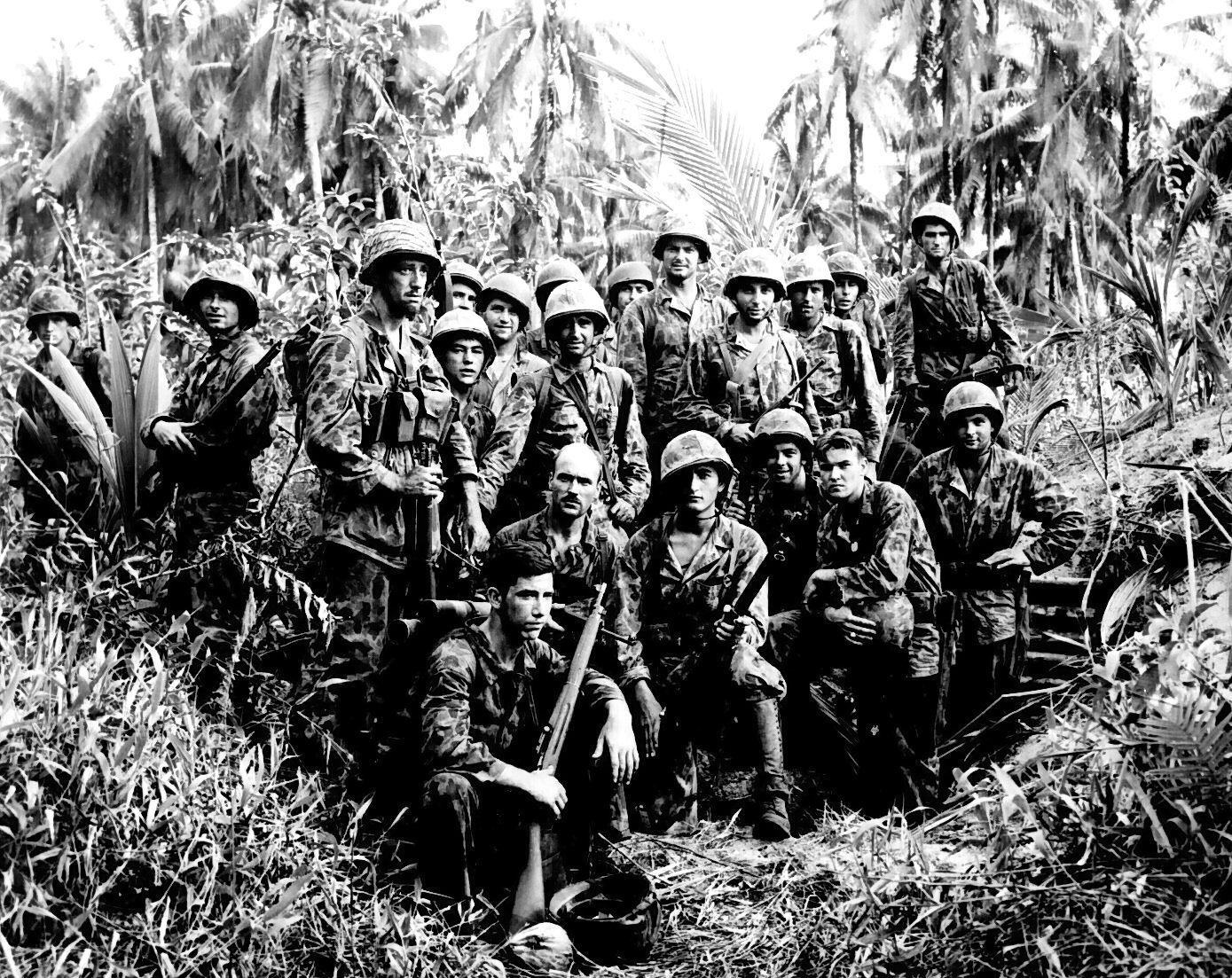
Marine Raiders americanos em Bougainville.
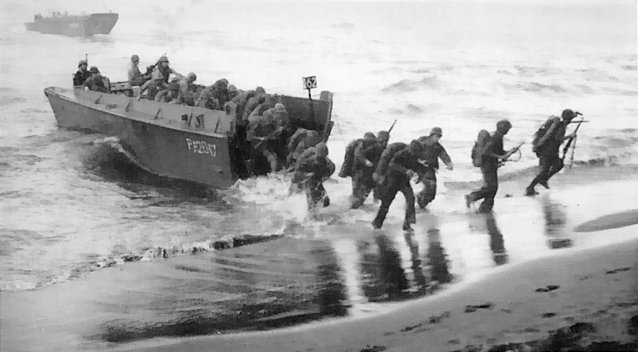
3ª Divisão americana desembarcando em Bougainville.